# Liste der AMD-Athlon-X2-Prozessoren
Der Athlon X2 ist ein Doppelkernprozessor für Desktop-PCs des US-amerikanischen Herstellers AMD.

## Brisbane
Doppelkernprozessor (Dual-Core) auf Basis der K9-Mikroarchitektur
- Revisionen: G1, G2
- L1-Cache: je Kern 64 + 64 kB (Daten + Instruktionen)
- L2-Cache: je Kern 512 kB mit Prozessortakt
- Alle Modelle unterstützen MMX, Extended 3DNow!, SSE, SSE2, SSE3, AMD64, Cool’n’Quiet, NX-Bit und AMD-V.
- Fertigungstechnik: 65 nm (SOI)
- Die-Größe: 118 mm² bei 221 Millionen Transistoren

| Modellnummer | Revision | Frequenz | L2-Cache  | HT      | Multi | Vcore       | TDP  | Sockel | Einführungsdatum | Teilenummer   |
| ------------ | -------- | -------- | --------- | ------- | ----- | ----------- | ---- | ------ | ---------------- | ------------- |
| BE-2300      | G1       | 1,9 GHz  | 2× 512 kB | 1,0 GHz | 9,5×  | 1,25 V      | 45 W | AM2    | 5. Juni 2007     | ADH2300IAA5DD |
| BE-2300      | G2       | 1,9 GHz  | 2× 512 kB | 1,0 GHz | 9,5×  | 1,25 V      | 45 W | AM2    | Oktober 2007     | ADH2300IAA5DO |
| BE-2350      | G1       | 2,1 GHz  | 2× 512 kB | 1,0 GHz | 10,5× | 1,25 V      | 45 W | AM2    | 5. Juni 2007     | ADH2350IAA5DD |
| BE-2350      | G2       | 2,1 GHz  | 2× 512 kB | 1,0 GHz | 10,5× | 1,25 V      | 45 W | AM2    | Oktober 2007     | ADH2350IAA5DO |
| BE-2400      | G2       | 2,3 GHz  | 2× 512 kB | 1,0 GHz | 11,5× | 1,25 V      | 45 W | AM2    | Oktober 2007     | ADH2400IAA5DO |
| 4050e        | G2       | 2,1 GHz  | 2× 512 kB | 1,0 GHz | 10,5× | 1,15–1,25 V | 45 W | AM2    | 21. April 2008   | ADH4050IAA5DO |
| 4450e        | G2       | 2,3 GHz  | 2× 512 kB | 1,0 GHz | 11,5× | 1,15–1,25 V | 45 W | AM2    | 21. April 2008   | ADH4450IAA5DO |
| 4450B        | G2       | 2,3 GHz  | 2× 512 kB | 1,0 GHz | 11,5× | 1,15–1,25 V | 45 W | AM2    | 28. April 2008   | ADH445BIAA5DO |
| 4850e        | G2       | 2,5 GHz  | 2× 512 kB | 1,0 GHz | 12,5× | 1,15–1,25 V | 45 W | AM2    | 5. März 2008     | ADH4850IAA5DO |
| 4850B        | G2       | 2,5 GHz  | 2× 512 kB | 1,0 GHz | 12,5x | 1,15–1,25 V | 45 W | AM2    | August 2008      | ADH485BIAA5DO |
| 5050e        | G2       | 2,6 GHz  | 2× 512 kB | 1,0 GHz | 13x   | 1,15–1,25 V | 45 W | AM2    | September 2008   | ADH5050IAA5DO |

## Kuma
Doppelkernprozessor (Dual-Core) auf Basis der K10-Mikroarchitektur, ein Quadcore mit zwei deaktivierten Kernen
- Revision: B3
- L1-Cache: je Kern 64 + 64 kB (Daten + Instruktionen)
- L2-Cache: je Kern 512 kB mit Prozessortakt
- L3-Cache: 2048 kB mit HyperTransport-Takt
- Alle Modelle unterstützen: MMX, Extended 3DNow!, SSE, SSE2, SSE3, SSE4a, NX-Bit, AMD64, Cool’n’Quiet 2.0 und AMD-V
- Fertigungstechnik: 65 nm (SOI)
- Die-Größe: 285 mm² bei 463 Millionen Transistoren

| Modellnummer                 | Revision | Frequenz | L2-Cache   | L3-Cache | HT      | Multi | Vcore   | TDP  | Sockel | Einführungsdatum | Teilenummer   |
| ---------------------------- | -------- | -------- | ---------- | -------- | ------- | ----- | ------- | ---- | ------ | ---------------- | ------------- |
| Athlon X2 6500 Black Edition | B3       | 2,3 GHz  | 2× 512 kB  | 2 MB     | 1,8 GHz | 11,5× |         | 95 W | AM2+   | Oktober 2008     | AD6500WCJ2BGH |
| Athlon X2 7450               | B3       | 2,4 GHz  | 2× 512 kB  | 2 MB     | 1,8 GHz | 12×   | 1.325 V | 95 W | AM2+   | Januar 2009      | AD7450WCJ2BGH |
| Athlon X2 7550               | B3       | 2,5 GHz  | 2× 512 kB  | 2 MB     | 1,8 GHz | 12,5× | 1.325 V | 95 W | AM2+   | Dezember 2008    | AD7550WCJ2BGH |
| Athlon X2 7750               | B3       | 2,7 GHz  | 2× 512 kB  | 2 MB     | 1,8 GHz | 13,5× | 1.325 V | 95 W | AM2+   | April 2009       | AD775WCJ2BGH  |
| Athlon X2 7750 Black Edition | B3       | 2,7 GHz  | 2× 512 kB  | 2 MB     | 1,8 GHz | 13,5× | 1.325 V | 95 W | AM2+   | Dezember 2008    | AD775ZWCJ2BGH |
| Athlon X2 7850 Black Edition | B3       | 2,8 GHz  | 2 × 512 kB | 2 MB     | 1,8 GHz | 14×   | 1,25 V  | 95 W | AM2+   | April 2009       | AD785ZWCJ2BGH |